# رواية (تكنولوجيا)

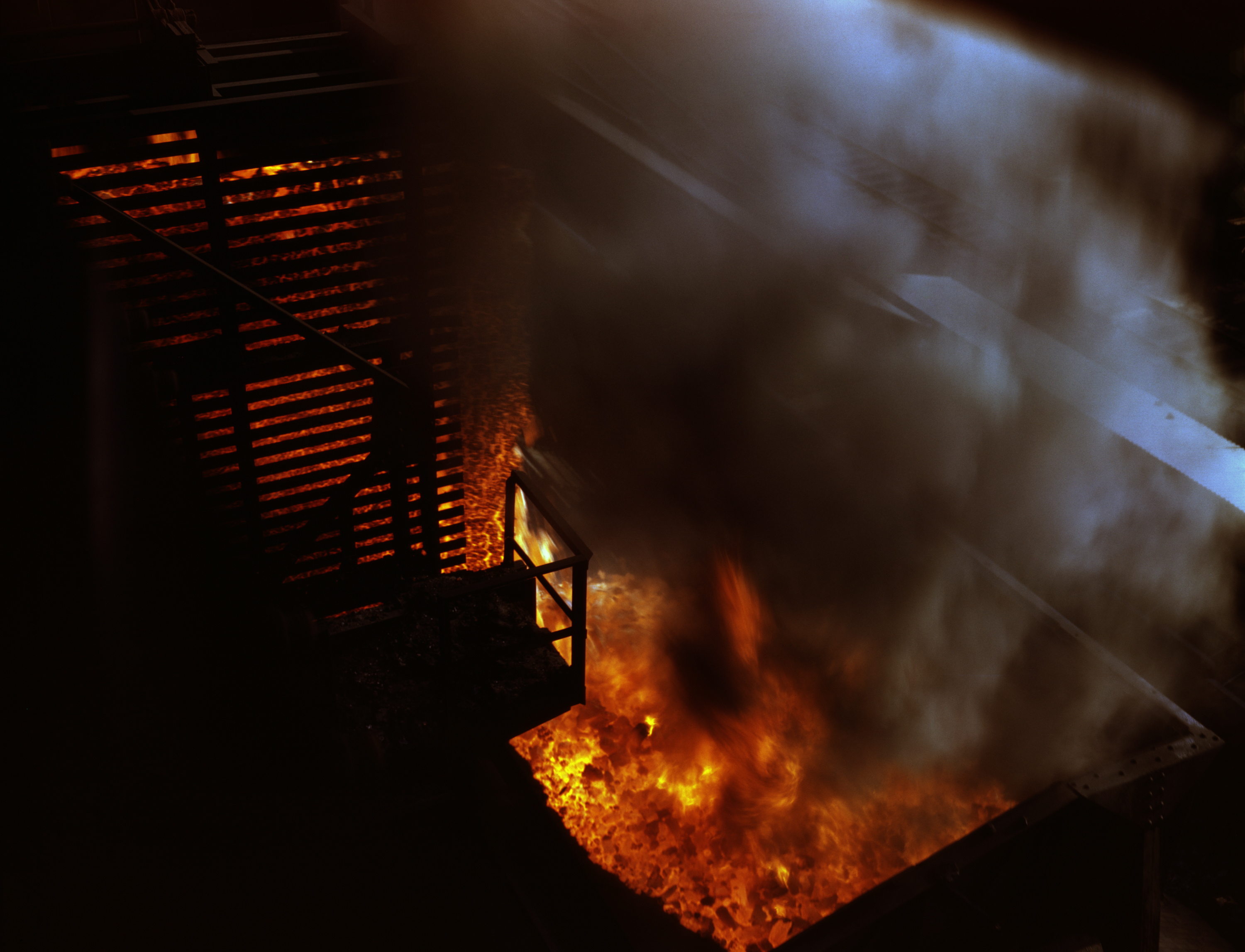
فحم حجري يصب في عربة رواية. أفران هانا في مؤسسة جريت لاك لصناعة الفولاذ ديترويت، ميشيجان.(الصورة من عام 1942).

مخطط أطوار الحديد والكربون : يبين الحالة التي عندها يتكون الأوستنيت austenite γ ، وهو النظام البلوري الثابت لسبيكة الفولاذ.

الروايةأو السقاية أو الطش (بالإنجليزية: Quenching)‏ هي عملية تبريد سريع لمعدن شديد السخونة بواسطة تغطيسه المفاجئ في سائل، للحصول على بعض الخواص بصفة خاصة لزيادة صلادة الفولاذ. خلال تلك المعاملة الحرارية تسخن قطعة الفولاذ إلى درجة حرارة الصلادة ثم تـُروى بتغطيسها في ماء أو زيت أو دفع الهواء بشدة عليها لكي تبرد فجأة، فتمنع تلك العملية حدوث العمليات التي تتم في درجات الحرارة المنخفضة، مثل تحولات الأطوار التي تحدث عن طريق تقليل الوقت المتاح لكي تتم العمليات ديناميكيًا، فتحد من عملية التبلور، وتتكون بنية بلورية معينة (المارتنسيت) عن طريق تبريد الصلب بسرعة عبر نقطة الإيوتيكتويد، وهي درجة الحرارة التي يصبح عندها طور الأوستينيت غير مستقر، فتجعل الفولاذ صلدًا، إلا أنه من الممكن أيضًا أن يصبح هشًا.
وفي الصلب الذي يحتوي على عناصر مثل النيكل والمنغنيز، تقل درجة حرارة الإيوتيكتويد بكثير، ولكن تبقى العوائق الحركية لعملية التحول الطوري كما هي، مما يسمح للسقاية بالحدوث في درجات حرارة أقل، ويجعل العملية أسهل بكثير. وفي الصلب عالي السرعات يضاف عنصر التنغستن، والذي يعمل على رفع الحواجز الحركية وتجعل المعدن يبدو كما لو كان تم تبريده بسرعة أكبر من الواقع. تعطي عملية تبريد السبائك ببطء في الهواء أيضًا الكثير من الآثار المرجوة من عملية السقاية. طبقًا لنوعية الحديد ونسبة تركيبه تعتمد بيانات المعاملة الحرارية عند الرواية، مثل درجة الحرارة، ووسط الرواية، ومدة الرواية والمعاملة الميكانيكية. وعلى عكس ذلك يتصف النحاس. فإذا كانت قطعة النحاس قد تصلدت عن طريق الطرق البارد وأصبحت هشة فيمكن إعادة مرونتها عن طريق المعاملة الحرارية ثم طشها في سائل.
يمكن أن تمنع عملية التبريد السريع للغاية تشكل البلورات، فينتج معدن غير متبلور (بالإنجليزية: amorphous metal)‏. هناك العديد من الوسائط التي تستخدم لسقاية المعادن، أكثرها شيوعًا الهواء والماء المالحة والزيت والمياه. وتستخدم هذه الوسائط لزيادة حدة تبريد.

## الصلادة بالرواية

تغير البنية البلورية للحديد عند درجات حرارة مختلفة، وكل منها له خواصه الفيزيائية.

الصلادة بالرواية هي عملية ميكانيكية تعمل على زيادة صلابة وصلادة الفولاذ وسبائك الحديد. ويجرى ذلك عن طريق تسخين تلك المعادن إلى درجة حرارة معينة تعتمد على نوع المادة ثم تبريدها سريعًا. والمادة الناتجة من تلك العملية سواء كانت صلادة السطح أم صلادة كتلة المادة نفسها فهي تعتمد على معدل تبريد المادة. وفي العادة تسخن السبيكة عندئذٍ إلى درجة حرارة بغرض خفض درجة هشاشتها التي قد تزداد خلال عملية التصليد بالرواية. وتخضع أدوات ميكانيكية إلى عملية التصليد بالرواية، مثل التروس والمحاور والأدوات اليدوية والسكاكين والمقصات.

### وصف العملية
تتكون عملية تصليد المعادن من عدة خطوات متتالية: وأول خطوة هي تسخين المادة إلى درجة الحرارة المطلوبة. ويمكن إجراء التسخين بالهواء الساخن (فرن هوائي) أو في حمام ساخن. وتتل خطوة التسخين في الهواء الساخن لمدة 1 إلى 2 دقيقة لكل مليمتر من سمك القطعة. وقد يزداد هذا الزمن في حالة استعمال حمام سان للتسخين، والزمن المطلوب للتسخين في حمام من الملح أو حمام من الرصاص المنصهر قد تمتد إلى نحو 6 دقائق. ويجب تلافي تغير درجدة الحرارة أثناء التسخين أو تعليتها عن الحدود المطلوبة. وفي العادة تسخن معظم المواد إلى درجة حرارة بين 815 إلى 900 درجة مئوية.
الخطوة الثانية هي تبريد الجزء. ويستخدم الماء في معظم الأحوال حيث يقوم برواية جيدة وتنتج صلادة عالية، إلا أنها قد تحدث في بعض الأحيان شقوقًا صغيرة. ويمكن استخدام زيوت معدنية أو زيت بذرة القطن لإنتاج صلادة عالية، إلا أن تلك المواد تتأكسد وقد تكون شوائب تخفض من الصلادة. والرواية بالزيت تتم عادة بمعدل أقل بكثير عن الرواية بالماء. ويمكن استخدام وسط روائي وسطي بين الماء والزيت باستخدام ماء يحتوي على نسبة 10-30% من Dow Chemical Company) UCON) فهي مادة تخفض من معدل التبريد.
ولتقليل نشأة اختلال في المنتج تجرى عملية الرواية على الأجزاء الأسكوانية الشكل عموديًا، والقطع العريضة فهي تروى عند الحواف، ويبدأ بالحافة السميكة عند تعطيسها في الحمام. ويمكن تقليب الحمام بغرض منه نشأة فقاقيع بخارية.

### تأثير الصلادة بالرواية

رواية سبيكة الحديد الC45 (أي 0,45 % كربون): مخطط طور نظام الحديد والكربون (إلى اليسار)، ومخطط التحول البلوري.

تكون بنية المادة قبل تعرضها لعملية التصليد بالرواية في هيئة حبيبية من «البيرلايت»
pearlite وفي طبقات متتالية رقيقة ومتجانسة. ويتكون البيرلايت من مخلوط من «فريت الحديد» (حديد خالٍ تقريبًا من الكربون) و«سمنتيت» (حديد يحتوي على نسبة أكبر من 6و6% كربون)، وتتكون هذه عند تصنيع حديد الصب أو الفولاذ أثناء تبريدها ببطء. وبعد الصلادة بالرواية تتحول التركيبة الميكرونية (الصخرية) للمادة إلى المارتينسيت في هيئة إبرية رفيعة.

### الجهاز
توجد ثلاثة أنواع من الأفران تستخدم في العادة للصلادة بالرواية: فرن حمام الملح  والفرن المستمر، والفرن الصندوقي.
وكل منها يعتمد استخدامه على نوع عملية الصلادة المرغوب إجراؤها على مختلف المواد.

### سائل الرواية
توجد سوائل ومحاليل عديدة للرواية. ومن ضمن اكثرها استعمالاً: الهواء، محلول ملحي مائي، الماء، زيت. ويوجد لاستخدامها كتب تفصيلية.